# 2413 van de Hulst
2413 van de Hulst è un asteroide della fascia principale del diametro medio di circa 22,82 km. Scoperto nel 1960, presenta un'orbita caratterizzata da un semiasse maggiore pari a 3,0160155 UA e da un'eccentricità di 0,1111030, inclinata di 10,63707° rispetto all'eclittica.